# ACPP
ACPP (англ. Acid phosphatase, prostate) – білок, який кодується однойменним геном, розташованим у людей на короткому плечі 3-ї хромосоми. Довжина поліпептидного ланцюга білка становить 386 амінокислот, а молекулярна маса — 44 566.
| 10         |  | 20         |  | 30         |  | 40         |  | 50         |
| ---------- |  | ---------- |  | ---------- |  | ---------- |  | ---------- |
| MRAAPLLLAR |  | AASLSLGFLF |  | LLFFWLDRSV |  | LAKELKFVTL |  | VFRHGDRSPI |
| DTFPTDPIKE |  | SSWPQGFGQL |  | TQLGMEQHYE |  | LGEYIRKRYR |  | KFLNESYKHE |
| QVYIRSTDVD |  | RTLMSAMTNL |  | AALFPPEGVS |  | IWNPILLWQP |  | IPVHTVPLSE |
| DQLLYLPFRN |  | CPRFQELESE |  | TLKSEEFQKR |  | LHPYKDFIAT |  | LGKLSGLHGQ |
| DLFGIWSKVY |  | DPLYCESVHN |  | FTLPSWATED |  | TMTKLRELSE |  | LSLLSLYGIH |
| KQKEKSRLQG |  | GVLVNEILNH |  | MKRATQIPSY |  | KKLIMYSAHD |  | TTVSGLQMAL |
| DVYNGLLPPY |  | ASCHLTELYF |  | EKGEYFVEMY |  | YRNETQHEPY |  | PLMLPGCSPS |
| CPLERFAELV |  | GPVIPQDWST |  | ECMTTNSHQG |  | TEDSTD     |  |            |

A: Аланін

C: Цистеїн

D: Аспарагінова кислота

E: Глутамінова кислота

F: Фенілаланін

G: Гліцин

H: Гістидин

I: Ізолейцин

K: Лізин

L: Лейцин

M: Метіонін

N: Аспарагін

P: Пролін

Q: Глутамін

R: Аргінін

S: Серин

T: Треонін

V: Валін

W: Триптофан

Кодований геном білок за функцією належить до гідролаз. 
Задіяний у таких біологічних процесах як поліморфізм, альтернативний сплайсинг. 
Локалізований у клітинній мембрані, мембрані, лізосомі.
Також секретований назовні.